# 1996 VO30
1996 VO30 är en asteroid i huvudbältet som upptäcktes den 7 november 1996 av de båda japanska astronomerna Seiji Ueda och Hiroshi Kaneda i Kushiro.